# Gregory Mertens
Gregory Mertens (Anderlecht, 2 febbraio 1991 – Genk, 30 aprile 2015) è stato un calciatore belga, di ruolo difensore.

## Carriera

### Club
Si forma calcisticamente nell'Anderlecht, Gent e nel Cercle Brugge.
Nella prima stagione in prima squadra con il Cercle Brugge, la 2011-2012, Mertens ottenne il settimo posto finale. Nella stagione seguente Mertens con i suoi chiuse la stagione regolare al sedicesimo ed ultimo posto in classifica, ottenendo però la salvezza dopo aver vinto lo spareggio salvezza ed i play-off promozione. Nella stessa annata raggiunse la finale di Coppa di Belgio, persa per 4-0 contro il Gent. Inizia la stagione 2013-2014 con il club di Bruges per poi passare al Lokeren. Con il Lokeren vince la Coppa del Belgio 2013-2014. Nella stagione 2014-2015 perde la Supercoppa del Belgio 2014 contro l'Anderlecht.
Mertens il 27 aprile 2015 viene colpito da infarto in una partita amichevole tra le riserve del Lokeren e del Genk, morendo tre giorni dopo.

### Nazionale
Mertens è stato selezionato da varie selezioni giovanili belghe tra cui quella Under-21.

## Palmarès
- Coppa del Belgio: 1

Lokeren: 2013-2014